# Andrej Kvašňák
Andrej Kvašňák (19. května 1936, Košice – 18. dubna 2007, Praha) byl československý fotbalista, který byl vyhlášen Sparťanem století. Proslul jako výtečný záložník a nebezpečný hlavičkář.
Rodák z Košic se během své kariéry zařadil mezi sparťanské legendy. Hodně fanoušků chodilo v šedesátých letech na Letnou hlavně kvůli němu, protože byl nejen skvělým dirigentem hry a brilantním technikem, ale i velkým bavičem. Když na stará kolena odešel hrát do Belgie, vykazoval sparťanský pokladník rázem mnohem nižší návštěvy.
Byl rozvedený, měl dva syny a čtyři vnoučata.

## Reprezentace
Za československou reprezentaci odehrál celkem 47 zápasů a vstřelil 13 gólů. Dvakrát hrál na mistrovství světa, v roce 1962 získal stříbro. Z mistrovství Evropy 1960 má bronz.

## Klubová kariéra
S profesionálním fotbalem začal roku 1957 na vojně v Dukle Pardubice, poté rok působil ve slovenském VSS Košice a následoval přestup do pražské Sparty. S týmem získal dva ligové tituly (v letech 1965 a 1967). Odehrál celkem 248 ligových zápasů a vstřelil 83 gólů. V letech 1969–1972 působil v belgickém Racingu Mechelen, v sezoně 1972–1973 ve Viktorii Žižkov, v sezoně 1973–1975 v Turnově a nakonec v sezoně 1976–1977 ve Zličíně.

## Ligová bilance
| Ročník                                   | Zápasy | Góly | Klub                   |
| ---------------------------------------- | ------ | ---- | ---------------------- |
| 1. československá fotbalová liga 1957/58 | -      | 3    | Dukla Pardubice        |
| 1. československá fotbalová liga 1958/59 | -      | 11   | Jednota Košice         |
| 1. československá fotbalová liga 1959/60 | 9      | 2    | Jednota Košice         |
| 1. československá fotbalová liga 1959/60 | 9      | 3    | Spartak Praha Sokolovo |
| 1. československá fotbalová liga 1960/61 | 20     | 7    | Spartak Praha Sokolovo |
| 1. československá fotbalová liga 1961/62 | 19     | 5    | Spartak Praha Sokolovo |
| 1. československá fotbalová liga 1962/63 | 23     | 6    | Spartak Praha Sokolovo |
| 1. československá fotbalová liga 1963/64 | 20     | 7    | Spartak Praha Sokolovo |
| 1. československá fotbalová liga 1964/65 | 17     | 6    | Sparta Praha           |
| 1. československá fotbalová liga 1965/66 | 18     | 11   | Sparta Praha           |
| 1. československá fotbalová liga 1966/67 | 23     | 13   | Sparta Praha           |
| 1. československá fotbalová liga 1967/68 | 24     | 4    | Sparta Praha           |
| 1. československá fotbalová liga 1968/69 | 24     | 5    | Sparta Praha           |
| CELKEM                                   | 248    | 83   |                        |